# Menesia georgiana
Menesia georgiana là một loài bọ cánh cứng trong họ Cerambycidae.